# 李希礼
李希礼（511年—556年9月11日），字景节，赵郡平棘县（今河北省石家庄市赵县）人，出自赵郡李氏东祖，征东将军、扬州刺史、淮南大都督、濮阳文静伯李宪第六子，东魏、北齐官员。

## 生平
李希礼个性忠厚，容貌举止和言谈话语往往遵循礼仪法度。李希礼以著作佐郎为起家官，转任司空谘议参军，加号征虏将军，修订起居注。南梁使者出使东魏时，李希礼奉命前往招待。李希礼后兼任通直散骑常侍、正员郎，转任高湛从事中郎，又加前将军、通直散骑常侍，很快出任太常少卿、兼领廷尉少卿，代理魏尹，又代理豫州刺史，仍在议曹办公，与邢卲等人等议定礼制和法律。李希礼后出任使持节、都督信州诸军事、中军将军、信州刺史。天保七年八月二十二日（556年9月11日），李希礼在信州府舍内去世，虚岁四十六，朝廷赠予使持节、都督瀛州诸军事、大鸿胪卿、瀛州刺史，谥号文。天保七年岁次丙子十一月辛丑朔二十日庚申（557年1月5日）葬于家族旧墓。李希礼的墓志首题《齐中军将军大鸿胪卿瀛洲刺史李文公铭》，出土于河北省赞皇县。

## 家庭

### 曾祖
- 李顺，北魏太尉、宣王[1]

### 祖父
- 李式，北魏兖州刺史[1]

### 父母
- 李宪，北魏尚书令、仪同、文靖公[1]
- 河间邢氏，北魏瀛州主簿邢肃之女

### 兄弟姐妹
- 李长钧，北魏开府参军事[1]
- 李希远，北魏殷州主簿[1]
- 李希宗，东魏司空、文简公[1]
- 李希仁，北齐太子詹事、仪同、文昭公[1]
- 李骞，北齐太常、仪同、文惠公[1]
- 李长辉，嫁北魏龙骧将军、营州刺史、安平男博陵崔仲哲[1]
- 李仲仪，嫁北魏冀州司马勃海高某[1]
- 李叔婉，嫁北魏兖州刺史、渔阳县开国男博陵崔巨伦[1]
- 李季嫔，嫁北魏司空公、安乐王元鉴[1]
- 李稚媛，嫁北魏骠骑将军、左光禄大夫荧阳郑道邕[1]

### 夫人
- 范阳卢氏，北魏正员郎卢文符之女[1]

### 子女
- 李孝贞，长子，隋朝金州刺史，娶都官尚书博陵崔昂女[1]
- 李孝基，次子[1]
- 李孝仪，三子[1]
- 李孝威，四子[1]
- 李孝平，五子[1]
- 李元淑，长女[1]
- 李满相，次女，嫁清河崔晔字公华[1]
- 李宝妙，三女[1]
- 李宝仪，四女[1]
- 李楚容，五女[1]